# Сподаренко, Константин Григорьевич
Константин Григорьевич Сподаренко (род. 25 апреля 1972, Усть-Каменогорск) — советский, казахстанский хоккеист, нападающий. Тренер.

## Биография
Воспитанник усть-каменогорского «Торпедо», тренер Анатолий Мелихов, выступал за команду в течение 11 сезонов (1989/90 — 1998/99), провёл 3 сезона в высшей лиге СССР, 4 — в МХЛ, один — в чемпионате Казахстана. В дальнейшем играл в высшей лиге России за «Нефтяник» Альметьевск (1999/2000), «Энергию» Кемерово (2000/01 — 2006/07), «Южный Урал» Орск (2007/08).
Серебряный призёр хоккейного турнира зимней Универсиады 1993, победитель хоккейного турнира зимней Универсиады 1995.
Играющий тренер в «Энергии» (2004/05). Детско-юношеский тренер в тюменских «Газовике» (2009—2013), «Тюменском легионе» (с 2013).
Дочь Софья (род. 1998) — пловчиха.